# Ефраїм Зурофф
Ефраїм Зурофф (англ. Efraim Zuroff, р. 1948, Нью-Йорк) — ізраїльський історик американського походження. Глава єрусалимського відділення Центру Симона Візенталя. Відомий активністю в розшуку нацистських злочинців. Критикує країни Балтії, вважаючи, що в них відмовляються притягати до суду ряд нацистів через особливості місцевої політики історичної пам'яті.

## Біографія
Народився в Нью-Йорку, там же закінчив Університет Єшива, бакалавр з історії. Переїхав до Ізраїлю в 1970 році, в Інституті сучасного єврейства Єврейського університету здобув ступінь магістра з вивчення Голокосту. Там же захистив дисертацію по темі Голокосту.

## Публікації
- 1994 — Occupation: Nazi-Hunter; The Continuing Search for the Perpetrators of the [Архівовано 5 квітня 2017 у Wayback Machine.] Holocaust: книга описує складності в пошуку нацистських злочинців, які отримали притулок в США, Великій Британії, Канаді та Австралії і роль Зуроффа в роботі двох організацій, що активно займаються пошуком цих злочинців, Центру Симона Візенталя і Агентства спеціальних розслідувань Міністерства юстиції США.
- 2009 — Operation Last Chance: One Man's Quest to Bring Nazi Criminals [Архівовано 16 січня 2015 у Wayback Machine.] to Justice: оповідає про кампанію Operation Last Chance, яку розпочав Зурофф в 2002 році з метою спіймання і залучення до відповідальності нацистських злочинців, які ще залишилися в живих. Книга була переведена на німецьку, угорську, сербську і фінську мови.
- 2018 — був співавтором книги «Наші» литовської журналістки Рути Ванагайте про Голокост у Литві. Книгу було перекладено англійською, польською, російською та іврит мовами.

## Нагороди
- В знак визнання зусиль по полюванню на нацистів і за дослідження Голокосту, Зурофф був висунутий Президентом Сербії Борисом Тадичем і членами парламенту Сербії в якості кандидата на Нобелівську премію миру в 2008 році[7] .
- 22 січня 2009 роки міська асамблея міста Нови Сад присвоїла Зуроффу звання почесного громадянина міста в знак визнання заслуг у боротьбі за пошук і покарання нацистських злочинців[8] .
- 15 січня 2010 указом президента Хорватії Степана Месича Зурофф був нагороджений орденом князя Трпіміра за внесок в боротьбу з історичним ревізіонізмом і зміцнення антифашистських основ державності Хорватії[9] .
- 16 лютого 2017 року Президент Сербії Томіслав Ніколіч вручив Золоту медаль за заслуги д-ру Ефраїму Зуроффу[10] за «виняткові досягнення» і його «самовіддане посвячення захисту правди про страждання євреїв, а також сербів, циганів та інших народів під час Другої світової війни» .